# Final Fantasy Crystal Chronicles: Ring of Fates
Final Fantasy Crystal Chronicles: Ring of Fates (ファイナルファンタジー・クリスタルクロニクル リング・オブ・フェイト) je RPG hra, kterou firma Square Enix vydala v roce 2008 pro herní konzoli Nintendo DS. FFCC RoF patří do série Crystal Chronicles, známého herního světa Final Fantasy. Hru lze hrát i v režimu pro více hráčů, pro kterou se využívá Wi-Fi.

## Hra
Ring of Fates se ovládá pomocí tlačítek nebo dotykového displeje. Většina děje hry se odehrává na horní obrazovce konzole. Spodní, dotyková obrazovka slouží hlavně k ovládání a prohlížení inventáře a nákupů v obchodech. Dále se používá při speciálních útocích (ve hře označované jako tribe abillities), které má každá, hráčem ovládaná postava. Tyto speciální schopnosti se liší podle klanu, ke kterému postava náleží:
- Clavat – Experti na boj z blízka. Používají meče a sekery.

- Yuke – Jsou zdatní při používání magie.

- Selkie – Je lesní klan, který k boji využívá luky a šípy.

- Liltie – Alchymisté, kteří dokáží vyrábět kouzelné lektvary (používají se na útok i obranu).

Jako v každém RPG, i zde díky zabíjení nepřátel získávají postavy body, a tak zvyšují svoji úroveň (level). Hráč má navíc možnost v různých obchodech pořídit vybavení pro své postavy, čímž se jim zvyšuje obrana, útok nebo jiné atributy. Skutečnost, že má postava například brnění se promítne i do jejího vzhledu. Grafický návrh postav a jejich vybavení je různý pro různé postavy.

### Single player (hra jednoho hráče)
Ve hře pro jednoho hráče se dají ovládat až 4 postavy, které hráč postupně získá v průběhu hry. Pomocí dotykového displeje si hráč zvolí, kterou postavu chce ovládat a tak nad ní přebírá plnou kontrolu. Zbylé postavy, které má hráč v týmu, pak ovládá umělá inteligence. Hráč v každém okamžiku hry může ovládat kteroukoliv postavu a využívat její speciální schopnosti. Ve hře je tak mnoho míst, které se dají projít pouze za použití speciálních schopností několika postav, čímž vznikají logické hádanky, které musí hráč při postupu řešit.
Další vlastnost, která vyplývá z ovládání několika postav je kombinace magických útoků. Hráč může pomocí postavy zamířit na nepřítele pomocí magie. Tlačítkem L pak útok uzamkne a může se přepnou na další postavu. Díky tomu může zaútočit na jednoho nepřítele několika útoky najednou a tím protivníka více zranit.

### Multiplayer (hra více hráčů)
Hra pro více hráčů se liší především v tom, že si lze vytvořit vlastní postavu. Hra podporuje pouze multi-card, což znamená, že každý hráč, který se chce připojit do hry musí vlastnit svoji herní kartu.
Zajímavostí je, že hru pro více hráčů může hrát i jediný hráč.

## Příběh

### Postavy
- Yuri (ユーリィ, Yúrí) a Chelinka (チェリンカ, Čerinka) jsou hlavní postavy hry. Jsou to dvojčata, syn a dcera sira Latova. Během hry hráč ovládá pouze Yuriho, zatímco Chelinka je vidět pouze ve video scénách. Yuri je na začátku hry malý kluk, který sotva uzvedne otcovu sekeru. Ve hře používá zbraně pro boj z blízka. Pokud je poblíž jeho sestra Chelinka, dokáže používat i magii.

- Latov (ラトフ, Ratofu) je otec Yuriho a Chelinky. Dříve býval rytíř na královském dvoře, kde bojoval s Galdem. Později je zabit Cu Chaspelem, když se pokouší ochránit Chelinku.

- Aleria (アーチェス) je manželka Latova a matka Yuriho a Chelinky. Její mladší sestra Melchess si vzala krále Kolku.

- Meeth (ミース・クリム, Mísu Kurimu) je Lilty, která žije ve vesnici společně se sirem Latovem a dvojčaty.

- Alhanalem (アルハナーレム, Aruhanáremu) je Yuke, který, stejně jako Meeth žije ve vesnici se sirem Latovem. Vzhledem k jeho zvyku končit všechny věty hláskou "al" je často dvojčaty nazýván "Al".

- Gnash (ナッシュ, Našu) je Selkie, kterého dvojčata potkají při průzkumu pralesa Abyssus.

### Prostředí
Ring of Fates dějově předchází hře Final Fantasy Crystal Chronicles o několik tisíc let. Je zasazen do tzv. "Golden Age", neboli zlaté éry, kdy všechny rasy žily v míru a svět nebyl pokryt Miasmou.
V původním Crystal Chronicles je město Rebena Te Ra v ruinách, plné monster a Velký krystal (Great Crystal) je po pádu meteoritu rozbit na tisíce kousků. Ring of Fates ukazuje svět, jak vypadal před pádem meteoru. Velký krystal je v celku a Rebena Te Ra je prosperující hlavní město, ve kterém žije král.

### Děj
Příběh sleduje dvojčata Yuriho a Chelinku, ke kterým se později přidávají Meeth, Alhanalem a Gnash.
Hra začíná ve vesnici, kde Yuri a Chelinka žijí společně se svým otcem, sirem Latovem, a přáteli Meeth a Alhanalem. Latov při sekání dřeva učí své děti týmové spolupráci a vysvětluje jim, jak je důležité věřit si. Později Yuri dostává od otce sekeru a rozhodne se ji hned vyzkoušet v nedalekých jeskyních.
Později, za jedné deštivé noci jejich vesnici navštíví Cu Chaspel, který si jde pro Chelinku. Latov se ji snaží bránit a je zabit. Chelinka a Yuri se však nakonec ubrání a Cu Chaspel utíká. Chelinka pak ztratí vědomí. Yuri mezitím pohřbí svého otce a rozhodne se, že se stane silnějším, aby mohl svoji sestru ubránit. Yuri se stará o nemocnou Chelinku, která od otcova úmrtí není schopná mluvit, později se však naučí komunikovat telepaticky.
Dvojčata se rozhodnou, že se vydají nalézt otcova vraha. Přidává se k nim Alhanalem, který chce využít svých známostí v Rebena Te Ra a domluvit schůzku s králem. Je však odmítnut a dozvídá se, že králův první rádce je někdo, kdo se za něj vydává. Mezitím se skupina dozvídá, že v hlavním městě byla zakázána jakákoliv magie a magické krystaly.
Aby se dvojčata s Alhanalem dostali ke králi, odchází zjistit, co se děje v pralese Abyssus. Král totiž vyhlásil, že kdokoliv zjistí co se stalo v pralese bude mít možnost s ním promluvit. V Abyssusu se setkávají s další postavou Gnashem. Mladým chlapcem z divočiny, který je dovede k příčině problémů v lese – obrovské kytce, kterou ovládá rudý krystal.
Po návratu do Revena Te Ra jsou puštěni ke králi Kolkovi. Skupina však zjišťuje, že král je nemocen a vše nechává na svém hlavním rádci. Rádce je Yuke, se vydává za Alhanalema a celou skupinu se snaží odbýt. Dvojník označí pravého Alhanalema za zrádce a požaduje důkaz o jeho původu. Skupina proto odchází z hlavního města do Rela Cyel.
V Rela Cyel se nachází artefakt, který má dokázat, že Alhanalem dříve sloužil u krále, čímž potvrdí jeho totožnost. Při průzkumu místa však nachází Meeth, která zůstala v Rela Cyel uvězněna. Skupina se dozvídá, že aby Meeth přežila a neumrzla, spálila vše, co se dalo. Alhanalemův artefakt také. Meeth se přidává k ostatním, čímž se skupina rozrůstá na pět osob.
Při odchodu z Rela Cyel se však stane nehoda. Na skupinu začne padat strop. Yuri, aby všechny ochránil, pomocí sestřina krystalu zastaví čas a všichni se dostanou v bezpečí pryč. Yuri ale ztrácí vědomí a málem zemře. Chlelinka ze strachu o svého bratra začne opět mluvit a křičí o pomoc. Náhle se před skupinou objeví duch dívky, který Yuriho přikryje pláštěm a Yurimu se jako zázrakem uleví.
Zde se pak dvojčata dozvídají, že dívka, která Yuriho zachránila byla Lady Tilika, dcera krále Kolky. Meeth se také zmíní, že Aleria, matka dvojčat, byla unesena skupinou Lunites (lidé, kteří byli zkaženi ďábelskou silou rudého měsíce).
Po návratu do Rebena Te Ra jsou opět puštěni ke králi. Zde se však zjevuje Cu Chaspel, který krále těžce zraní a poté zmizí. Stráže tak obviní dvojčata a jejich tři společníky z pokusu o královu vraždu a uvězní je na ostrov Sinner (Alhanalem se o tomto ostrově zmiňuje jako o Mt. Kilanda, což je lokace známá z předchozí hry).
Na ostrově Sinner se skupina propadne do podzemí, kde později potkávají postavu jménem Carbuncles. Od něj se dozvídají, že se nacházejí v zemi mrtvých. Tam se dvojčata musí utkat se svým mrtvým otcem, který je posedlý zlým duchem. Poté Carbuncles nabídne dvojčatům, že jim ukáže minulost, aby pochopili, co se stalo s jejich rodiči.
Yuri a Chelinka se tak dozvídají o nehodě, která se stala v Rela Cyel. O tom, co se stalo králově dceři Tilice. Sledují Cu Chaspela, jak vyvolá měsíčního boha Lunitů. Nakonec se dvojčata dívají na své vlastní narození i to, jak Cu Chaspel odvádí jejich matku.
Jakmile Carbuncles skupinu dopraví zpátky do Rebena Te Ra, výprava navštíví krále Kolku. Ten se nakonec rozhodne porazit Lunity v jejich chrámu a vyrazí zabít Galdese, který celou skupinu vede.
Na vrcholu chrámu Lunitů se Yuri a Chelinka setkávají s Galdesem. Ten Yurimu řekne, že bez Chelinky je bezmocný a snaží se vytvořit alternativní svět, ve kterém bude Yuri sám a bude jej moci jednoduše porazit. Galdes však jistí, že neexistuje svět, ve kterém by byl Yuri sám, bez Chelinky a svých přátel. Galdes se i tak pokusí Yuriho zabít, ale neuspěje. Nakonec se ocitne ve svém vlastním světě, kde neustále opakuje poslední větu o své nepřemožitelnosti. Yuri tak nechává Galdese svému osudu a odchází.
Později, král Kolka nabídne dvojčatům, aby zůstali u něj na hradě. Yuri nabídku odmítá a s Chelinkou se vrací do své rodné vesnice. Tam se ale náhle jeho zdravotní stav zhorší a opět málem umírá. Chelinka se za bratra obětuje a ačkoliv Yuri přežije, zůstává sám. Začne tak vzpomínat na své dětství, na otce a Chelinku, na matku, na přátele. V jedné z jeho vzpomínek se objeví Chelinka a podává Yurimu svůj krystal. Náhle se Yuri ocitá v alternativním světě, ve kterém je o několik let mladší. Tam nalézá oba své rodiče i Chelinku. Yuri tak přijme tuto realitu a zůstává tak ve světě, ve kterém si vždycky přál žít.

### Mooglové
Mooglové (モーグリ, Móguri) jsou malá bílá stvoření s křídly a malou anténkou na hlavě. Slovo Móguri pochází z japonštiny a je to složenina slov mogura (もぐら) a komori (こもり), což znamená krtek a netopýr. Tito tvorové se objevují již od Final Fantasy III a lze je nalézt téměř ve všech dalších dílech.
Mooglové se v Ring of Fates linou celým příběhem a slouží především jako rádcové a pomocníci pro hráče. Ve hře se vyskytuje moogla jménem Stiltzkin, který vede skupinu dalších mooglů, s nimiž pomáhá dvojčatům (resp. hráči).
Na různých místech ve hře se tak objevují cedulky s nápovědou, případně samotný moogla, který hráči radí, jak postupovat dále. Na některých místech může hráč od moogla získat razítko – tzv. Moogle stamp. Jakmile hráč nasbírá dostatečný počet razítek, odemkne se jednoduchá minihra, která nijak nenavazuje na děj a slouží k odreagování hráče. Jedná se například o jednoduchou závodní hru podobající se hře Mario Kart.